# Palazzo Lurani Cernuschi
Palazzo Lurani Cernuschi è un edificio storico di Milano, situato in via Cappuccio n. 18.

## Storia e descrizione
Il palazzo fu costruito nel XVI secolo per volere della famiglia Castelbarco, per poi passare nel XIX secolo tramite vari passaggi alla famiglia Lurani Cernuschi a cui deve il nome. Il palazzo subì importanti restauri in epoca neoclassica: tra i pochi elementi originali del palazzo, pesantemente bombardato nella seconda guerra mondiale, si possono quindi citare la facciata neoclassica e il cortile interno.
Il fronte del palazzo è impostato su tre piani: il piano terra è in bugnato liscio e presentava in origine due portali, uno dei quali oggi murato: entrambi i portali sono sormontati da un balcone con mensole con teste di leone, le finestre del piano nobile sono decorate con delle sobrie cornici. All'interno si può trovare un giardino circondato da un porticato di ordine tuscanico con colonne in granito.